# (9812) Danco
(9812) Danco est un astéroïde de la ceinture principale.

## Description
(9812) Danco est un astéroïde de la ceinture principale. Il fut découvert le 18 septembre 1998 à La Silla par Eric Walter Elst. Il présente une orbite caractérisée par un demi-grand axe de 2,26 UA, une excentricité de 0,13 et une inclinaison de 6,2° par rapport à l'écliptique.

## Compléments